# Сквер Надія
Сквер Надія — парк-пам'ятка садово-паркового мистецтва.
Об'єкт розташований на території Новодмитрівської сільської громади Золотоніського району Черкаської області, у селі Подільське.
Парк має природоохоронне та естетичне значення і підлягає особливій охороні.
Площа — 1,2 га.
Статус отриманий 2022 року.